# Tio (città)
Tio (in greco antico: Τῖον?, Tȋon, Τεῖον, Teȋon, Τιεῖον, Tieȋon o Τῖος, Tȋos; in latino Tium, Teium, Tieium o Tius) era un'antica città dell'Asia Minore, situata vicino all'attuale città di Filyos, nel distretto di Çaycuma, Turchia, sulla costa meridionale del mar Nero.

## Storia
Tio venne fondata come colonia della città di Mileto. Nel III secolo a.C. la principessa Amastri unificò Tio insieme alle città di Sesamo, Citoro e Cromna, fondando Amastri; tuttavia Tio si distaccò subito dalle altre tre città. Fece successivamente parte del territorio della Paflagonia e, secondo il geografo Strabone (I secolo), era degna di nota solamente per aver dato i natali a Filetero, il fondatore della casata reale del regno di Pergamo, la dinastia attalide. Sotto l'impero romano d'Oriente la città diventò la sede della diocesi di Tio.